# Polistes canadensis
Polistes canadensis, comúnmente conocida como avispa de papel roja o Pascuero. El nombre canadensis de la especie es un error porque no existe en Canadá.  En algunas zonas de Argentina es llamada carán, mientras que en el sur de México son apodados huachichilas, huachichiles o guachichiles. Es una avispa neotropical, primitivamente eusocial. Una especie en gran parte depredadora, caza orugas para alimentar a su colonia, a menudo complementando el alimento de las larvas con néctar.

## Distribución
P. canadensis ocurre desde el sur de Norteamérica hasta Sudamérica. Es la especie más ampliamente distribuida en América Central y Sudamérica tropical del género Polistes. Coloniza múltiples nidos, que levanta todo el año en la región tropical.En México también habita esta especie. En los Estados Unidos, sólo ocurre en Arizona.

## Biología
En climas templados sale de hibernación en la primavera. Las hembras usan para construir sus nidos materiales vegetales como hierba seca y madera muerta. Estos nidos no están cubiertos con una envoltura y presentan celdas hexagonales en las que se depositan huevos y se desarrollan las larvas. Polistes canadensis divide su colonia entre varios nidos y no reutiliza estos nidos como un mecanismo de defensa contra parásitos como polillas tineidas. Una sola reina madre con un promedio de 9,1 fundadoras, por lo general inicia la construcción de nuevos nidos y celdas para formar nidos. A más fundadoras en una colonia, más nidos producidos. En promedio, los nidos crecen durante 15,4 días y alcanzan un tamaño de 30,8 celdillas.
Una reina ejerce dominio absoluto sobre todas las demás hembras, a menudo utilizando vibraciones abdominales laterales y golpes para suprimir el comportamiento agresivo de sus compañeras de nido.  Mientras que la reina maneja toda la reproducción del nido, las subordinadas trabajan para cuidar, defender y alimentar el nido en su lugar.
La división de trabajo dentro del nido se correlacionan con las edades de las avispas coloradas. Aparte de la división del trabajo entre las hembras, las avispas coloradas machos se involucran en dos tácticas alternativas de apareamiento: el papel del macho es territorial (persigue a los patrulleros que entran) y el papel del patrullero (que vuela de árbol a árbol y no persigue otros machos). El estudio de las relaciones de dominación en Polistes canadensis ha proporcionado una visión de la organización social que caracteriza a muchos invertebrados sociales.